# Askarowo (obwód orenburski)
Askarowo (ros. Аскарово) – wieś (dieriewnia) w Rosji, w obwodzie orenburskim, w rejonie kuwandyckim. W 2010 liczyła 141 mieszkańców.